# Teorija zavere
Teorija zavere ili konspiracionizam je objašnjenje nekog događaja ili situacije uključivanjem zavere zlih i moćnih aktera, često sa političkom motivacijom, iako su druga objašnjenja verovatnija. Ovaj termin ima pejorativnu konotaciju i implicira da je pribegavanje zaveri zasnovano na predrasudama ili nedostatku dokaza. Teorije zavere su otporne na falsifikabilnost (opovrgljivost) i jačaju tu otpornost pomoću cirkularnog rezonovanja: dokazi protiv zavere, isto kao i odsustvo dokaza u njenu korist, tumače se kao dokazi njene istinitosti, i samim tim, zavera postaje više stvar verovanja nego dokazivanja. 
Na psihološkom nivou, konspiracistička ideacija — verovanje u teorije zavere — može biti štetna ili patološka i u velikom broju slučajeva korelira sa paranojom i makijavelizmom. Teorije zavere, koje su nekada bile ograničene na marginalnu publiku, postale su uobičajene u masovnim medijima i pojavljuju se kao kulturološki fenomen krajem 20. i početkom 21. veka.

## Etimologija i definicija
Oksfordski rečnik engleskog jezika definiše teoriju zavere (conspiracy theory) kao "teoriju po kojoj se neki događaj ili fenomen desio kao rezultat zavere između zainteresovanih strana; spec. uverenje da je neka tajna ali uticajna služba (tipično sa političkom motivacijom i ugnjetavačkom namerom) odgovorna za neki neobjašnjeni događaj". Reč "konspiracija" (sinonim za reč "zavera"), potiče iz latinskog: con- ("sa, zajedno") i spirare ("disati"). 
Robert Blaskjevic beleži primere ovog izraza u devetnaestom veku i navodi da je njegovo značenje oduvek bilo negativno. Lens deHejven-Smit kaže da je izraz ušao u svakodnevni jezik u Sjedinjenim Državama posle 1964, kada je Vorenova komisija iznela svoja otkrića, a Njujork tajms objavio pet članaka u kojima se koristi ovaj termin.
Teorija zavere nije samo zavera. Majkl Barkan (Michael Barkun) piše da su zavere "tajne spletke planirane i/ili sprovedene od strane dveju ili više osoba". Teorija zavere je, s druge strane, "intelektualni konstrukt", "obrazac koji se nameće svetu kako bi se dao utisak poretka u događajima". Tvrdeći da je "neka mala i skrivena grupa ljudi" izmanipulisala događaje, teorija zavere može biti lokalna ili međunarodna, usmerena na pojedinačne događaje ili takva da pokriva višestruke incidente i čitave zemlje, regione i istorijske periode. Teoretičari zavere smatraju da imaju privilegovan pristup posebnom znanju ili naročitom načinu razmišljanja koji ih odvaja od masa koje veruju zvaničnim saopštenjima.

## Primeri
Predmet teorije zavere može biti bilo šta, ali određene teme privlače veću pažnju od drugih. U omiljene teme spadaju: smrti poznatih ličnosti, aktivnosti vlada, nove tehnologije, terorizam i pitanja vanzemaljskog života. Među najdugovečnijim i najrasprostranjenijim teorijama zavere su one u vezi sa ubistvom Džona F. Kenedija, sletanjem Apola na Mesec 1969. godine i terorističkim napadima 11. septembra, kao i brojne teorije koje se tiču navodnih spletki raznih stvarnih i izmišljenih grupa i njihovih planova za dominaciju svetom.

## Popularnost
Neki naučnici tvrde da su teorije zavere koje su ranije bile ograničene na marginalnu publiku postale uobičajene u masovnim medijima i pojavljuju se kao kulturološki fenomen na kraju 20. i na početku 21. veka. Prema antropolozima Todu Sandersu i Hariju G. Vestu, podaci ukazuju da veliki uzorak Amerikanaca veruje u bar neke od teorija zavere. Na primer, studija sprovedena 2016. otkrila je da 10% Amerikanaca misli da je kemtrejls teorija zavere "potpuno tačna", a 20-30% misli da je "donekle tačna". Prema ovome, otprilike 120 miliona Amerikanaca misli da su kemtrejlsi stvarni. Verovanje u teorije zavere je tako postalo predmet interesovanja sociologa, psihologa i stručnjaka za usmenu tradiciju. 
Teorije zavere su široko prisutne na internetu u formi blogova i video snimaka na Jutjubu, kao i na društvenim mrežama. Da li je internet povećao rasprostranjenost teorija zavere ili ne, pitanje je koje je otvoreno za istraživanje. Posmatrano je i proučavano prisustvo i zastupljenost teorija zavere u rezultatima internet pretraživača, pri čemu se primećuje značajna varijacija između različitih tema i generalno odsustvo pouzdanih, kvalitetnih linkova u rezultatima.

## Vrste

### Vokerovih pet vrsta
Džesi Voker (2013) je identifikovao pet vrsta teorija zavere: 
- "Neprijatelj spolja" - teorije prema kojima neko spolja spletkari protiv zemlje.
- "Neprijatelj iznutra" - zaverenici koji vrebaju u sopstvenoj naciji i ne mogu se razlikovati od običnih građana.
- "Neprijatelj iznad" - moćni ljudi koji manipulišu događajima da bi od toga imali sopstvenu korist.
- "Neprijatelj ispod" - niže klase koje rade na tome da sruše društveni poredak.
- "Dobronamerne zavere" - anđeoske snage koje rade iza očiju javnosti kako bi poboljšale svet i pomogle ljudima.[26]

### Barkanove tri vrste
Majkl Barkan je identifikovao tri vrste teorija zavere: 
- Događajne teorije zavere. Ovo se odnosi na ograničene i definisane događaje. To su na primer teorije koje se bave ubistvom Kenedija, 11. septembrom i širenjem virusa side.[27]
- Sistemske teorije zavere. Veruje se da zavera ima široke ciljeve, obično uspostavljanje kontrole nad zemljom, regijom ili čak celim svetom. Cilj je čišćenje, dok je zaverenička mašinerija generalno jednostavna: neka zla organizacija sprovodi plan da se infiltrira u postojeće institucije i da ih sruši. To je uobičajeni scenario u teorijama zavere koje se fokusiraju na navodne mahinacije Jevreja, masona, komunista ili katoličke crkve.[27]
- Teorije superzavere. Za Barkana, ove teorije povezuju više navodnih zavera hijerarhijski. Na vrhu se nalazi udaljena ali svemoćna zla sila. Primeri koje navodi su ideje Dejvida Ajka i Miltona Vilijama Kupera.[27]

### Rotbard: plitke i duboke
Marej Rotbard zagovara model koji suprotstavlja "duboke" teorije zavere "plitkim". Prema Rotbardu, "plitki" teoretičar posmatra događaj i pita Cui bono? ("Ko ima koristi od toga?"), prosuđujući bez dokaza da je taj ko ima koristi odgovoran za prikriveno uticanje na događaje. S druge strane, "duboki" teoretičar počinje sa slutnjom, a zatim traži dokaze. Rotbard opisuje ovu potonju aktivnost kao stvar potvrđivanja nečije početne paranoje određenim činjenicama.

## Dokazi ili teorija zavere
Verovanje u teorije zavere obično je zasnovano ne na dokazima, već na veri vernika. Noam Čomski suprotstavlja teoriju zavere institucionalnoj analizi koja se fokusira uglavnom na javno, dugoročno ponašanje javno poznatih institucija, koje je zabeleženo, recimo, u naučnim dokumentima ili izveštajima mejnstrim medija. Nasuprot tome, teorija zavere pretpostavlja postojanje tajnih koalicija pojedinaca i spekuliše o njihovim navodnim aktivnostima.
Kler Birčal sa Kings koledža u Londonu opisuje teoriju zavere kao jedan "oblik popularnog znanja ili interpretacije". Upotreba reči "znanje" ovde znači način na koji se može posmatrati teorija zavere u odnosu na legitimne modele znanja. Odnos između legitimnog i nelegitimnog znanja je, tvrdi Birčalova, bliži nego uobičajena odbijanja tvrdnji o teorijama zavere.
Teorije koje uključuju više zaverenika koje su se pokazale tačnim, kao što je afera Votergejt, obično se nazivaju "istraživačkim novinarstvom" ili "istorijskom analizom" a ne teorijom zavere. Nasuprot tome, termin "Votergejt teorija zavere" se koristi za raznovrsne hipoteze u kojima su oni koji su osuđeni za zaveru u stvari žrtve jedne dublje zavere.

## Konspiracizam kao pogled na svet
Istoričar Ričard Hofstater opisao je ulogu paranoje i konspiracizma tokom američke istorije, u svom eseju "Paranoidni stil u američkoj politici" iz 1964 godine. Klasik Bernarda Bejlina Ideološko poreklo američke revolucije (1967) beleži da se sličan fenomen mogao naći u Severnoj Americi u vreme pre Američke revolucije. Konspiracizam označava ljudske stavove kao i vrstu teorija zavere koje su globalnije i više istorijske.
Pojam "konspiracizam" dodatno je popularisao akademik Frenk P. Minc osamdesetih godina XX veka. Prema Mincu, konspiracizam označava "verovanje u primat zavere u razvojnom toku istorije":‍:4
Konspiracizam služi potrebama različitih političkih i društvenih grupa u Americi i u drugim zemljama. On identifikuje elite, krivi ih za ekonomske i društvene katastrofe i pretpostavlja da će biti bolje kada se, pomoću akcije naroda, one odstrane sa pozicija vlasti. Kao takve, teorije zavere nisu tipične za neku određenu epohu ili ideologiju.
Džastin Foks iz časopisa Tajm je mišljenja da su trgovci sa Vol strita jedna od grupa sa najizraženijim konspirativnim načinom razmišljanja i to pripisuje realnosti nekih zavera finansijskog tržišta i mogućnosti teorija zavere da pruže neophodnu orijentaciju u svakodnevnim kretanjima tržišta. On veruje da su dobri istraživački novinari takođe teoretičari zavere.

### Bliski istok
Metju Grej primećuje da su teorije zavere preovlađujuća karakteristika arapske kulture i politike. U varijante ovih zavera spadaju kolonijalizam, cionizam, supersile, nafta i rat protiv terorizma, što se može odnositi na rat protiv islama. Na primer, Protokoli sionskih mudraca, zloglasni dokument masovne obmane koji predstavlja navodni jevrejski plan za dominaciju svetom, uobičajeno se čita i promoviše u muslimanskom svetu. Rodžer Koen kaže da je popularnost teorija zavere u arapskom svetu "poslednje utočište onih koji nemaju moć". Al-Mumin Said je primetio opasnost od takvih teorija, jer "nas one udaljavaju ne samo od istine, nego i od suočavanja sa sopstvenim greškama i problemima".

### Sjedinjene Države
Hari G. Vest i drugi primećuju da iako se teoretičari zavere često odbacuju kao marginalna manjina, određeni podaci ukazuju da širok spektar stanovništva u SAD gaji verovanje u teorije zavere. Vest takođe upoređuje ove teorije sa hipernacionalizmom i religijskim fundamentalizmom.
Teolog Robert Džuet i filozof Džon Šelton pripisuju dugotrajnu popularnost teorija zavere u SAD Hladnom ratu, makartizmu i kontrakulturnom odbacivanju autoriteta. Oni navode da i kod levice i kod desnice preovlađuje spremnost da se koriste stvarni događaji, kao što su sovjetske zavere, nedoslednosti u izveštaju Vorenove komisije i napadi 11. septembra, kako bi se podržalo postojanje neproverenih i velikih tekućih zavera.
Afera Votergejt se takođe koristi da bi se dao legitimitet drugim teorijama zavere, pri čemu je sam Ričard Nikson izjavio da je ona služila kao "Roršahov test" koji je pozivao druge da otkriju šablon koji leži u osnovi.
Istoričarka Ketrin S. Olmsted navodi tri razloga zašto su Amerikanci skloni verovanju u vladine teorije zavere: 
1. Stvarna prekoračenja nadležnosti i tajnovitost tokom Hladnog rata, kao u slučajevima Votergejta, studije sifilisa u Taskigiju, projekta MKUltra i saradnje CIA-e sa mafijašima u pokušajima atentata na Fidela Kastra.
2. Presedan napravljen teorijama zavere u cilju propagande zvanično sankcionisanim od strane vlade, kao što su tvrdnje o nemačkoj infiltraciji u SAD tokom II svetskog rata ili diskreditovana tvrdnja da je Sadam Husein igrao ulogu u napadima 11. septembra.
3. Nepoverenje koje je stekla vlada špijunirajući i maltretirajući disidente, na primer prilikom Akta o pobuni iz 1918, COINTELPRO-a i raznih antikomunističkih akcija.[46]

## Psihološke interpretacije
Široko rasprostranjeno verovanje u teorije zavere postalo je tema interesovanja sociologa, psihologa i stručnjaka za usmenu tradiciju još od 60-tih godina XX veka, kada su se pojavile brojne teorije zavere u vezi sa ubistvom američkog predsednika Džona Kenedija. Sociolog Turkaj Salim Nefes ističe političku prirodu teorija zavere. On kaže da je jedna od najvažnijih karakteristika ovih teorija njihov pokušaj da razotkriju "stvarne ali skrivene" odnose moći u društvenim grupama.

### Privlačnost teorija zavere
Razmatrajući upotrebu "teorije zavere" u savremenoj američkoj kulturi, politikolog Majkl Barkan kaže da se taj izraz koristi za verovanje koje objašnjava neki događaj kao rezultat tajne zavere izuzetno moćnih i lukavih zaverenika u cilju postizanja nekog zlog cilja. Prema Barkanu, privlačnost teorija zavere je trostruka: 
- "Prvo, teorije zavere tvrde da objašnjavaju ono što institucionalna analiza ne može da objasni. One izvlače smisao iz sveta koji je inače zbunjujuć.
- Drugo, čine to na privlačno jednostavan način, deleći oštro svet na sile svetla i sile mraka. One tvrde da celokupno zlo potiče iz jednog izvora, od zaverenika i njihovih agenata.
- Treće, teorije zavere se često prikazuju kao posebno, tajno znanje koje je drugima nepoznato i koji ga ne cene. Za teoretičare zavere, mase predstavljaju stado sa ispranim mozgom, dok teoretičari zavere mogu da čestitaju jedni drugima na tome što su prozreli zavereničke obmane".[50]

Ovaj treći razlog podržava istraživanje Rolanda Imhofa, profesora socijalne psihologije na Univerzitetu u Majncu. To istraživanje pokazuje da što je manja grupa ljudi koja veruje u neku teoriju, to je ona atraktivnija za teoretičare zavere.
Humanistički psiholozi kažu da čak i pored toga što se hipotetička klika koja stoji iza navodne zavere skoro uvek percipira kao neprijateljska, često ostaje neki element reosiguranja za teoretičare. To je zbog toga što je utešno zamišljati da su teškoće u međuljudskim odnosima prouzrokovali ljudi i da one ostaju pod ljudskom kontrolom. Ako se u to može uplesti neka klika, onda postoji nada u rušenje njene moći ili pridruživanje njoj. Verovanje u moć neke klike je implicitna potvrda ljudskog dostojanstva - nesvesna potvrda da je čovek odgovoran za svoju sudbinu.
Ljudi smišljaju teorije zavere da bi objasnili, na primer, odnose moći u društvenim grupama i primećeno postojanje zlih sila. U psihološke razloge postavljanja teorija zavere spadaju: projekcija; lična potreba da se "značajan događaj objasni značajnim uzrokom"; i različite vrste i stadijumi poremećaja mišljenja, kao što je paranoidna dispozicija, od lakših do težih oblika. Neki ljudi daju prednost socio-političkim objašnjenjima naspram nesigurnosti suočavanja sa slučajnim, nepredvidivim ili iz nekog drugog razloga neobjašnjivim događajima.
Prema Berletu i Lajonsu, "konspiracizam je poseban narativni oblik traženja žrtvenog jagnjeta u vidu satanizovanih neprijatelja koji predstavljaju deo velike podmukle zavere protiv opšteg dobra, pri čemu se otkrivač valorizuje kao heroj zbog objavljivanja opasnosti."

### Psihološki uzroci
Neki psiholozi smatraju da je potraga za smislom uobičajena za konspiracizam. Kada se ideja formira, sklonost potvrdi sopstvene teorije i izbegavanje kognitivne disonance mogu učvrstiti verovanje. Što se tiče situacije gde teorija zavere postaje ukorenjena u nekoj društvenoj grupi, društvena potpora može takođe igrati ulogu.

#### Projekcija
Neki istoričari tvrde da u konspiracizmu postoji element psihološke projekcije. Ta projekcija se, prema ovim tvrđenjima, manifestuje kao pripisivanje sopstvenih nepoželjnih osobina zaverenicima. Istoričar Ričard Hofstater kaže: 
Iz mnogo razloga čini se da je neprijatelj projekcija sebe; idealni, kao i neprihvatljivi, aspekti sebe pripisuju se neprijatelju. Osnovni paradoks paranoidnog stila je imitacija neprijatelja. Neprijatelj, na primer, može biti kosmopolitski intelektualac, ali paranoičar će ga nadmašiti u informisanosti ili u pedanteriji... Kju Kluks Klan je imitirao katolicizam tako što je imao svešteničke odore, složeni ritual i jednako složenu hijerarhiju. Društvo Džon Birč imitira komunističke ćelije i kvazitajne operacije pomoću grupa "iz prednje linije" i propovedanja težnje za ideološkim ratom veoma sličnim onom koji nalazi kod svog komunističkog neprijatelja. Zastupnici raznih fundamentalističkih i antikomunističkih "krstaša" otvoreno izražavaju svoje divljenje posvećenosti, disciplini i strateškoj genijalnosti komunističkog ideala.
Hofstater takođe primećuje da su "seksualne slobode" porok koji teoretičari zavere često pripisuju svojim ciljnim grupama, s obzirom da "fantazije istinskih vernika otkrivaju snažna sadomazohistička davanja oduška, kao na primer, oduševljavanje anti-masona surovostima masonskih kazni."

## Sociološke interpretacije
Kristofer Hičens je opisao teorije zavere kao "izduvne gasove demokratije" i neizbežni rezultat velike količine informacija koje kruže između velikog broja ljudi. 
Teorije zavere mogu biti emocionalno zadovoljavajuće, pripisujući krivicu nekoj grupi kojoj teoretičar ne pripada i tako oslobađajući teoretičara moralne i političke odgovornosti u društvu. Tako Rodžer Koen u Njujork tajmsu kaže da "zarobljeni umovi... pribegavaju teoriji zavere jer je to poslednje utočište nemoćnih. Ako ne možete promeniti sopstveni život, onda mora da postoji neka veća sila koja kontroliše svet."
Sociološki istoričar Holger Hervig je, izučavajući nemačka objašnjenja za uzroke Prvog svetskog rata, ustanovio: "Ovi događaji koji su najvažniji najteži su za razumevanje zato što privlače ogromnu pažnju tvoraca mitova i šarlatana."

### Uticaj kritičke teorije
Francuski sociolog Bruno Latur kaže da široko rasprostranjena popularnost teorija zavere u masovnoj kulturi može biti delom rezultat sveprisutne, marksizmom inspirisane, kritičke teorije i sličnih ideja u akademskoj zajednici od 70-tih godina XX veka.
Latur napominje da oko 90% savremenog društvenog kriticizma u akademskoj zajednici koristi jedan ili dva pristupa, koje on naziva "pozicija činjenica i pozicija bajke".:237 Pozicija bajke je antifetišistička, s obzirom da tvrdi da su "predmeti verovanja" (npr. religija, umetnost) samo koncepti na koje je moć projektovana; Latur tvrdi da oni koji koriste ovaj pristup pokazuju sklonost ka potvrđivanju svojih dogmatskih sumnji argumentom "naučne podržanosti". Iako su im činjenice o situaciji i pravilna metodologija naizgled važni, Latur kaže da naučni proces počiva na utisku o nečijim omiljenim teorijama koji će im dati neku vrstu reputacije superiornosti. "Pozicija činjenica" tvrdi da spoljne sile (npr. ekonomija, rod) kontrolišu pojedince, često prikriveno i da oni nisu toga svesni. Latur zaključuje da oba ova pristupa u akademskoj zajednici dovode do polarizovane, neefikasne atmosfere koja se ističe (kod oba pristupa) zajedljivošću. "Da li sada vidite zašto je tako dobro kritički razmišljati?" pita Latur. "Bez obzira na to koju poziciju zauzmete, vi ste uvek u pravu!" 
Latur napominje da su takav društveni kriticizam usvojili oni koje on opisuje kao teoretičare zavere, uključujući tu i one koji poriču klimatske promene i Pokret za istinu o 11. septembru: "Možda ja previše ozbiljno shvatam teorije zavere, ali me brine to što u tim ludačkim mešavinama refleksne neverice, preciznih zahteva za dokazima i slobodnog korišćenja moćnih objašnjenja iz društvene nedođije, otkrivam mnoga borbena sredstva društvene kritike."

### Fuziona paranoja
Majkl Keli, novinar Vašington posta i kritičar kako levičarskih tako i desničarskih antiratnih pokreta, skovao je termin "fuziona paranoja" kao naziv za političko preklapanje levice i desnice oko antiratnih tema i građanskih sloboda, koje su, kako kaže, motivisane zajedničkim verovanjem u konspiracizam ili zajedničkim antietatističkim pogledima.
Barkan je usvojio ovaj termin za situaciju u kojoj je sinteza paranoidnih teorija zavere, koje su nekada bile ograničene na američku marginalnu publiku, dala teorijama zavere masovnu privlačnost i omogućila im da postanu uobičajene u masovnim medijima, označivši time početak perioda bez presedana u kome se ljudi aktivno pripremaju za apokaliptičke ili milenarističke scenarije u Sjedinjenim Državama krajem 20. i početkom 21. veka. Barkan napominje da pojava sukoba vukova samotnjaka sa policijom predstavlja zamenu za pretnju zvaničnim političkim vlastima.

## Održivost zavera
Fizičar Dejvid Robert Grajms procenio je vreme koje je potrebno da se neka zavera otkrije na osnovu broja ljudi koji su umešani. U svojim proračunima je koristio podatke iz Programa masovnog nadzora (PRIZMA) , Studije sifilisa u Taskigiju i Forenzičkog skandala FBI-a. Grajms je procenio da je: 
- za obmanu u vezi sa sletanjem ljudi na Mesec potrebno 411.000 ljudi i ona se otkriva za 3,68 godina;
- za obmanu u vezi sa klimatskim promenama potrebno 405.000 ljudi i otkriva se za 3,70 godina;
- za zaveru u vezi sa vakcinacijom potreban minimum od 22.000 ljudi (bez farmaceutskih kompanija) i otkriva se za najmanje 3,15 godina, a najviše za 34,78 u zavisnosti od broja umešanih;
- za zaveru u neotkrivanju leka za rak potrebno 714.000 ljudi i otkriva se za 3,17 godina.

## Politička upotreba
U svojoj knjizi Otvoreno društvo i njegovi neprijatelji, filozof Karl Poper upotrebio je termin "teorija zavere društva" da bi označio ideju o društvenom fenomenu za koji je utvrdio da je neispravan — naime, da su društveni fenomeni kao što su "rat, nezaposlenost, siromaštvo, nestašice ... rezultat direktne konstrukcije nekih moćnih pojedinaca ili grupa." Poper kaže da je totalitarizam zasnovan na "teorijama zavere" koje vode poreklo od imaginarnih spletki vođenih paranoidnim scenarijima zasnovanim na tribalizmu, šovinizmu ili rasizmu. On kaže da zavere postoje, ali da zaverenicima retko polazi za rukom da ostvare svoj cilj.
Istoričar Brus Kamings na sličan način odbija ideju da je istorija kontrolisana zaverama, navodeći da kada se prave zavere pojave, one obično ostavljaju mali uticaj na istoriju i imaju nepredviđene posledice za zaverenike. Kamings zaključuje da istoriju u stvari "pokreću velike snage i široke strukture ljudskih kolektiviteta".
U članku iz 2009, pravni stručnjaci Cass Sunstein i Adrian Vermeule razmatraju broj mogućih odgovora vlade na teorije zavere, uključujući cenzuru i oporezivanje. Oni zaključuju da vlasti treba da se angažuju u kontra-govorima i dijalogu, što su nazvali "kognitivnom infiltracijom".

## Spoljašnje veze
- Istraživanje FPN – Veruju li Srbi u teorije zavere?
- Pulse.rs — Teorije zavere često ukazuju na stvarne probleme